# Мост Мира (Тбилиси)
Мост Мира (груз. მშვიდობის ხიდი) — пешеходный мост через реку Куру в Тбилиси, Грузия. Соединяет улицу Ираклия II и парк Рике. Выше по течению находится мост Бараташвили, ниже — Метехский мост.
Мост имеет 156-метровый стальной каркас, покрытый стеклом. Вся конструкция опирается на 4 опоры. Попасть на мост можно как с улицы Ираклия II и из парка Рике, так и с набережных бульваров.

## История
Построен по инициативе президента Грузии Михаила Саакашвили. Идея создания подобного рода проекта родилась после грузино-осетинского конфликта в августе 2008 года. Заказчиком выступила мэрия Тбилиси. 
Архитектором моста является итальянец Микеле де Лукки, построивший до этого Авлабарскую резиденцию и новое здание Министерства внутренних дел Грузии. Дизайнером освещения стал француз Филипп Мартино (фр. Philippe Martinaud).
Мост был официально открыт 6 мая 2010 года. Дизайн сооружения вызывает неприятие у части жителей города.